# Споменик љишкој борби 1941. године
Споменик љишкој борби 1941. године, подигнут је 1981. године, на улазу у Љиг, поред Ибарске магистрале, као знак трајног сећања на борбу против непријатеља у Другом светском рату.
На споменику, скулптуром је представљен партизан-бомбаш у акцији, висине три метра, рађен у бронзи. Скулптура је постављена на бетонском постаменту, висине 2,1 метра, који је украшен спомен плочама рађеним у барељефу. Аутор споменика је српски вајар Ото Лого, архитектонска решења су дело архитекте Небојше Деље.